# Lindneromyia pellucens
Lindneromyia pellucens är en tvåvingeart som först beskrevs av Aczel 1958.  Lindneromyia pellucens ingår i släktet Lindneromyia och familjen svampflugor. Inga underarter finns listade i Catalogue of Life.